# Achaius taprobanae
Achaius taprobanae är en stekelart som först beskrevs av Cameron 1897.  Achaius taprobanae ingår i släktet Achaius och familjen brokparasitsteklar. Inga underarter finns listade i Catalogue of Life.